# Film dramatic
În film, drama (numită și film dramatic) reprezintă un gen cinematografic de largă varietate, dificil de încadrat din cauza aplicării termenului pentru subiecte și tratări foarte diferite laolaltă. Accentul cade pe scenariu și dialoguri, existența unui fir narativ fiind neapărată; evenimentele prezentate pot avea înrâuriri în domeniul fantasticului, însă dominante rămân situațiile care amintesc de viața reală (așa-numit „serioase”, în opoziție cu scenariul unui film de comedie; cf. opera seria față de buffa), adesea încărcate cu tensiuni dramatice (de unde și numele genului).
Filmul dramatic poate împrumuta elemente din alte genuri cinematografice, precum filmul de acțiune, comedia, filmul de dragoste, musical-ul ș.a.

## Vezi și
- Listă de filme dramatice